# Едвин Хедли
Едвин Хедли (енгл. Edwin Hedley; Филаделфија, 23. јул 1864 — Филаделфија, 22. мај 1947) је био амерички веслач, освајач златне медаље на Олимпијским играма у Паризу 1900. године са посадом осмерца Vesper Boat Club из Филаделфије, који се такмичио за САД.
Хидли је учествовао само у такмичењима осмераца. Посада осмерца у саставу Вилијам Кар, Хари Дебек, Џон Ексли, Џон Гајгер, Едвин Хедли, Џејмс Џувенал, Роско Локвуд, Едвард Марш и Луис Абел била је прва у полуфиналу и финалу и освојила је златну медаљу. 
Као 36-тогодишњак, Едвин Хедли је био један од старијих чланова Vesper Boat Club на Олимпијским играма у Паризу 1900.. Хедли се дуго са успехом бавио веслањем. Год 1892. је био првак Канаде у скулу. У периоду између 1891. и 1899. освајао је у скулу 5 пута првенство Schuylkill Navy удружења аматерских веслачких клубова Филаделфије. Био је победник више америчких националних првенства, укључујући и победу у двојцу без кормилара 1902.